# Universität Dodoma
Die Universität Dodoma (UDOM) ist eine staatlich anerkannte Universität in Dodoma, der Hauptstadt von Tansania. Im Studienjahr 2016/2017 hatte sie 23.000 Studenten.

## Lage
Das Universitätsgelände liegt 8 Kilometer östlich des Stadtzentrums von Dodoma. Es ist mit öffentlichen Verkehrsmitteln erreichbar.

## Geschichte

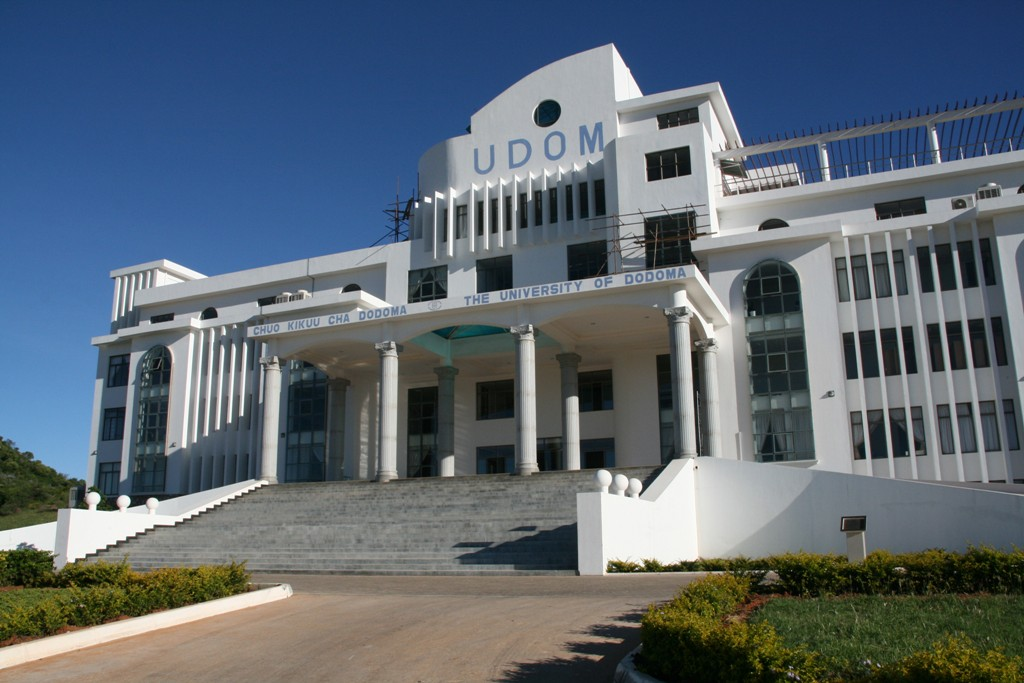
Universität Dodoma

Die Universität wurde im März 2007 durch die Unterschrift des Präsidenten von Tansania formell gegründet. Die ersten Vorlesungen begannen im September 2007.

## Studienangebot
Die Universität bietet 7 Fakultäten:
- Pädagogik
- Geistes- und Sozialwissenschaften
- Informatik
- Naturwissenschaften und Mathematik
- Medizin
- Naturwissenschaften
- Betriebswirtschaftslehre und Recht

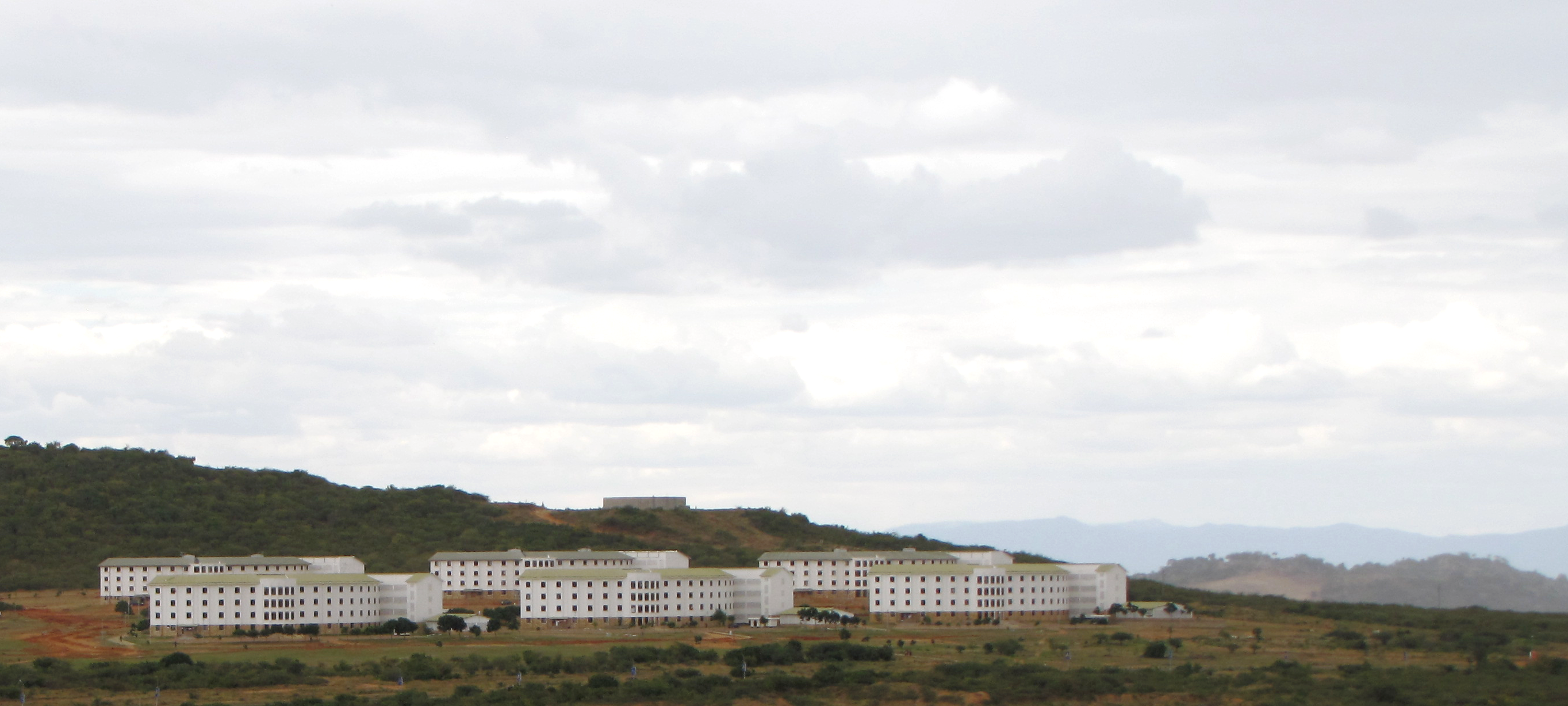
Studentenwohnheim

## Zusatzleistungen
Mit der Immatrikulation werden alle Studenten Mitglieder der Studentenvereinigung „University of Dodoma Students Organization“ (UDOSO). Auf dem Campus befinden sich auch Studentenwohnheime. Außerdem bietet die Universität:
- Mensa
- Sportmöglichkeiten: Plätze für Fußball, Volleyball, Basketball und Netzball sowie eine Schwimmhalle.
- Freizeitangebote: Clubs, soziale Aktivitäten, Musikfestivals und kulturelle Veranstaltungen.
- Medizinische Dienstleistungen
- Buchhandlungen

## Rangliste
Von EduRank wird die Universität Dodoma als viertbeste in Tansania, als Nummer 150 in Afrika und 5293 weltweit geführt (Stand 2021).